# Tarasovit
Tarasovit ist ein selten vorkommendes und von der International Mineralogical Association (IMA) nicht anerkanntes Mineral aus der Glimmergruppe mit der ungefähren chemischen Zusammensetzung K,Mg,Al,Si,O,H2O.

## Etymologie und Geschichte
Erstmals entdeckt wurde Tarasovit in den 1960er Jahren in Form von schuppigen Aggregaten in den Saalbändern von Quarz-Gängen in Sandschiefern des mittleren Karbon, die nahe der ukrainischen Siedlung Naholno-Tarassiwka im Donezbecken vorkommen.
Die Erstbeschreibung erfolgte 1970 von dem Geologen, Mineralogen und Rektor der Universität Lwiw Jewhen Lasarenko (englisch Lazarenko) sowie Yu. M. Korolev. Benannt wurde Tarasovit nach dem ukrainischen Nationaldichter Taras Schewtschenko (englisch: Taras Grigorievich Shevchenko).
Das Typmaterial von Tarasovit wird im Mineralogischen Museum der Russischen Akademie der Wissenschaften in Moskau aufbewahrt.

## Chemismus
Nach den ersten Analysen der chemischen Zusammensetzung und Struktur gingen Lasarenko und Korolev davon aus, dass es sich beim Tarasovit um ein dioktaedrisch geordnetes Zwischenschichtmineral mit der empirischen Formel (Ca0,18Na0,24)exch(Na1,00K1,18(H3O)0,61)(Si12,85Al3,35)O40Al8(OH)8·2H2O handelt. Dies entspricht der kristallchemischen Strukturformel (Na,K,H3O,Ca)2Al4[(OH)2|(Si,Al)4O10]2∙H2O.
Die zunächst als regelmäßig angesehene Interstratifizierung von Glimmerschichten und Rectorit wurde als „MMMS“ bezeichnet, d. h. die Schichtenfolge bestünde demnach aus je drei Glimmerschichten (englisch Mica) und einer dioktaedrischen Smektitschicht (S). Da der Grad der Regelmäßigkeit jedoch nicht ausreichte, um eine eigenständige Mineralart zu rechtfertigen, wurde Tarasovit 1981 diskreditiert.